# Agrigento

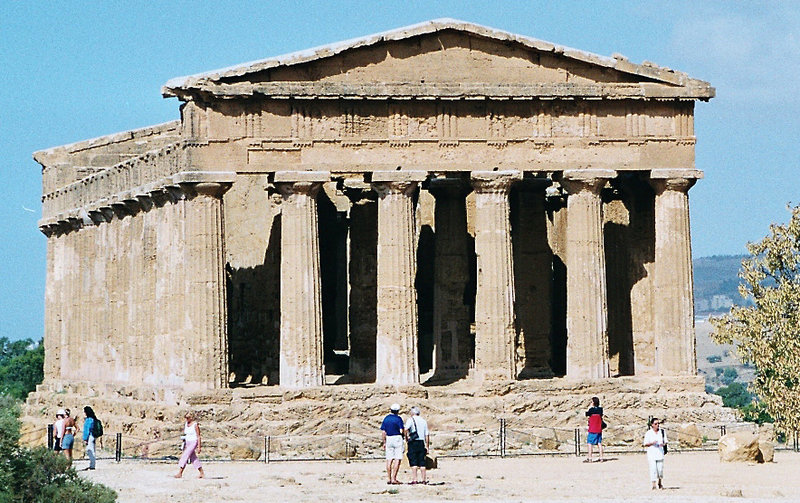
A Concordia-templom, 2004-ben

Agrigento (szicíliai nyelven Girgenti vagy Giugenti) város Szicíliában, Agrigento megye székhelye. A tengerparthoz közeli hegytetőn, az ókori görög Akragasz (latinul Agrigentum) város helyén fekszik.

## Földrajza
Egy tengerre néző hegytetőre építették. A közelében két folyó is található, a valamikori Hypsas (Sant'Anna) és az Akragasz (San Biagio). A várostól északra természetes erődítményként egy sziklaszirt emelkedik.

## Történelme
A Kr. e. 582–580 közötti időben alapították a Gela városából érkező görög telepesek. Az Akragasz név jelentése nem tisztázott, noha számos magyarázat született rá. Az egyik elképzelés szerint a név legendás alapítójától, Akragantétól származik. Ez az egyike azon visszamenőleges magyarázatoknak, amik a látszólag logikus mezőgazdász népi etimológia ellenére, homályos értelmű elnevezése értelmezésére születtek.
A vidék már az őskorban is lakott volt. Erről tanúskodik számos bronzkori lelet. Az első görögök az i. e. 7. század végén tűntek fel (ebből az időből származik a montelusai archaikus nekropolisz).
Thuküdidész szerint a várost Kr. e. 580-ban alapították meg. („Körülbelül Gela alapítása után 108 évvel a gelaiak megalapították az Akragasz folyóról elnevezett Akragaszt, létrehozójaként Arisztonoszt és Püsztilloszt nevezvén meg, és a városban ugyanolyan intézményeket állítottak, mint a sajátjaik voltak” – Thuküdidész, IV. könyv, 4.)
Elhelyezkedése stratégiai fontosságú volt a rodoszi-krétai származású nép számára, mivel politikai és katonai befolyásukat így kiterjeszthették a sziget nyugati partjaira.
Akragasz gyorsan fejlődő város volt, és az ókori Görögország leggazdagabb és leghíresebb gyarmatává lett. Gazdagságát a gabonakereskedelemnek köszönhette, mivel Szicília Hellász fontos gabonaforrása volt. Akragaszi Phalarisz és Akragaszi Teron türannoszok alatt lett igazán jelentős. Teron Kr. e. 483-ban elfoglalta Himera észak-szicíliai várost, annak elűzött uralkodója a karthágóiakhoz menekült, akikkel jó viszonyban volt, és tőlük kért segítséget. Kr. e. 480-ban (első himérai csata) Akragasz legyőzte a karthágói csapatokat is. A csata valódi győztese mégis a segítségül hívott Szürakuszai lett. A rabszolgává tett hadifoglyok viszont több középületet, vízvezetéket és egy jókora mesterséges tavat építettek Akragaszban. Teron fia, Thraszidéusz bukása után a település demokratikus városállam lett. Noha semleges maradt az Athén és Szürakuszai között kirobbant ellenségeskedésben, a helyi demokrácia megbukott, amikor a karthágói csapatok kifosztották a várost (Kr. e. 406). Akragasz soha többé nem nyerte vissza korábbi jelentőségét, bár Akragaszi Timoleon uralkodása alatt némileg újra felcsillant a régmúlt dicsőség fénye a Kr. e. 4. században.
Akragaszt mind az ókori Róma (Kr. e. 262), mind pedig a karthágóiak (Kr. e. 255) kifosztották a Kr. e. 3. században. A város a második pun háború (Kr. e. 218–201) idején különösen sokat szenvedett, amikor a háborús felek a terület birtoklásáért acsarkodtak. Róma végül Kr. e. 210-ben elfoglalta és a neve Agrigentum lett. A következő évszázadokban is többnyire görögül beszélő közösség lakta. A római uralom alatt a település újra virágzásnak indult, és lakói Julius Caesar halála (Kr. e. 44) után megkapták a római polgárjogot.
A Római Birodalom bukása után a Bizánci Birodalom része lett. Ebben az időszakban a városlakók tömegesen hagyták el alacsonyan fekvő területeit, és a korábbi akropolisznak helyet adó hegytetőre költöztek. Ennek oka nem tisztázott, de a folyamat összefüggésbe hozható a szaracénok és a berberek part-menti rajtaütéseivel. 828-ban a szaracénok elfoglalták a város maradékait, és a város új neve Kerkent lett. Ebből származik szicíliai elnevezése, a „Girgenti”, amely 1927-ig maradt érvényben. Ekkor Mussolini úgy döntött, hogy a latin elnevezés olaszosított változatát teszi a város hivatalos nevévé.

## Gazdasága
Agrigento jelentős idegenforgalmi központ, ami nem meglepő, ha gazdag kulturális és történelmi örökségét nézzük, s egyben a környező vidék mezőgazdasági központja is. Már a római kor óta folyik a kén és a hamuzsír bányászata. Kivitelüket a közeli Porto Empedocle kikötőjén keresztül bonyolítják le (a városkát Empedoklészről, a nagy akragaszi filozófusról nevezték el). Az egy főre jutó jövedelem alapján Agrigento Olaszország egyik legszegényebb városa. 1994 előtt állandó gondot jelentett a szervezett bűnözés jelenléte, ami leginkább a maffia működését pl. a drogcsempészetben jelentette. 1993-ban nagyszabású tisztogató műveletben elfogták a főkolomposokat, megszabadítva a sziget e részét a bűnözőktől.

## Főbb látnivalók

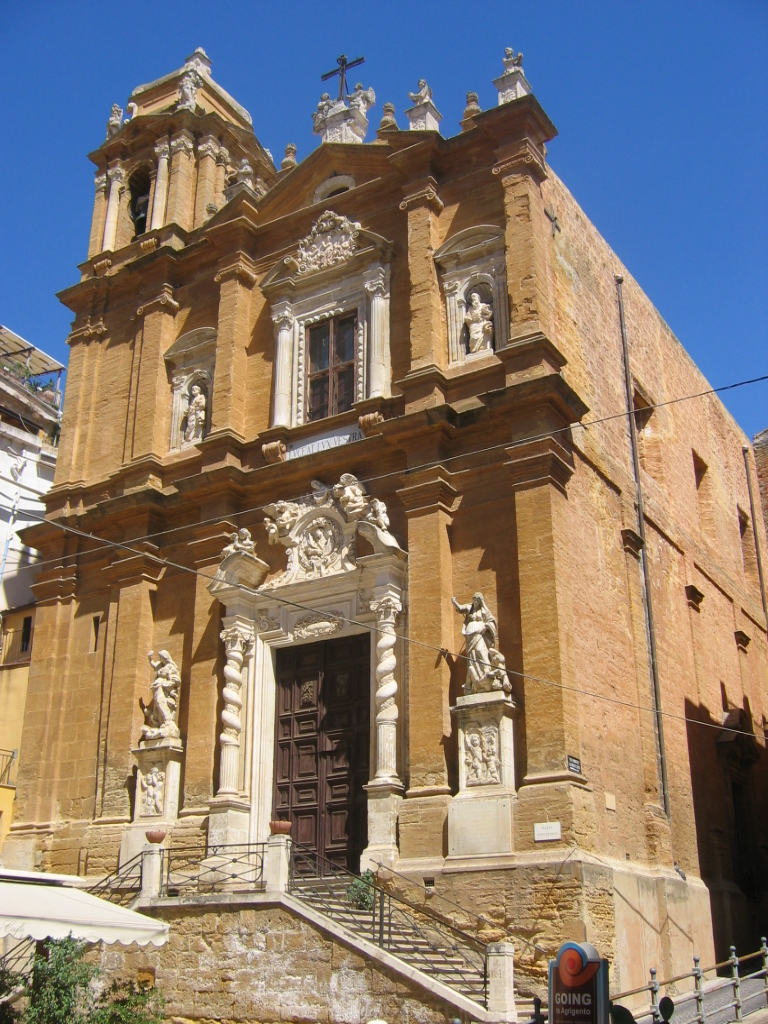
A San Lorenzo

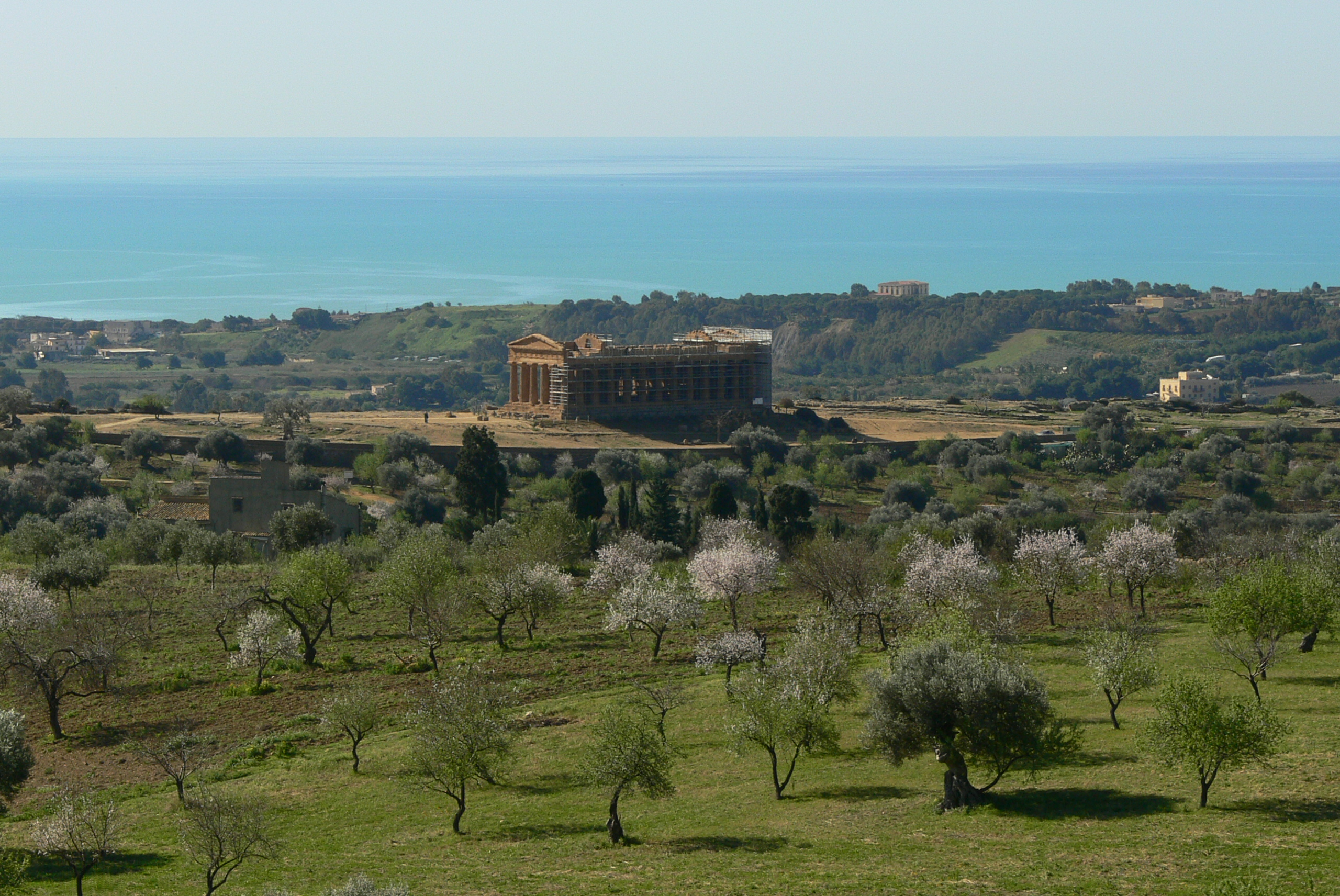
A Concordia-templom madártávlatból

Az ősi Akragasz nagy területen feküdt, egy részét még máig sem tárták fel. A leghíresebb régészeti látványosság a Templomok völgye: az ősi város déli részén tíz fölséges, dór stílusban épült görög templom romja látható, amiket a Kr. e. 6. és 5. század között építettek. Föltárt és fölújított állapotukban némelyikük a mai Görögország területén kívül eső legnagyobb és legjobban megőrzött ókori görög emlékek közé tartozik. A szóban forgó terület a világörökség része. Két olyan épület maradt meg a legjobb állapotban, amelyeket minden bizonnyal Héra és Concordia (akinek Aquincumban is van szentélye, a görög Harmonia megfelelője) istennőknek szenteltek. 
A Concordiának szentelt templom figyelemre méltóan jó állapotban maradt fönn, ugyanis 597-ben keresztény templommá alakították át. A környező területet a korai keresztények katakombaként használták; a kriptákat a sziklákból vájták ki.
A többi templom már nincs ilyen jó állapotban, mivel számos földrengés rongálta meg őket, és köveiket is előszeretettel használták fel későbbi építkezésekhez. A legnagyobb közülük Zeusz temploma, amelyet a himérai csata (Kr. e. 480) emlékére állítottak, és a valaha épült legnagyobb dór templomnak tartják. Annak ellenére, hogy használatban volt, láthatóan sohasem fejezték be, és a munkálatokat a karthágóiak Kr. e. 406-os inváziója után abbahagyták. A 18. században a templom maradványaiból sok követ elszállítottak és fölhasználtak Porto Empedocle kikötőjének építésénél is.
Héphaisztosz, Héraklész és Aszklépiosz tiszteletére is építettek templomokat e szent helyen. 
Démétérnek és Perszephonénak is van itt szentélye (ez utóbbit korábban a Diokuroszok templomaként ismerték). A punok által gyújtott pusztító tüzek nyomai még ma is látszanak a szentélyek kövein.
Számos egyéb hellén és római lelet is található a város környékén. Ezek között egy, a hellenisztikus kor előtti barlang Démétér temploma mellett helyezkedik el, a San Biagio-templom alatt.
Egy, a szent terület mellett levő, késői hellenisztikus síremlék tévesen jelezte „Teron sírjának” helyét.
A 13. században épült San Nicola-templomban föllelhetünk egy, az 1. századból származó „herónt” (hősi síremléket). A környéken föltártak egy görög-római települést is. Számos ókori nekropolisz vár még föltárásra.
A mai Agrigento modern város, bár számos középkori és barokk épület megmaradt. Ezek közül megemlítendő a 14. századi katedrális és a 13. században épült Santa Maria dei Greci-templom (görögök Szűz Máriája), ami egy ókori görög templom helyén áll. Figyelemreméltó archeológiai múzeum is van itt, amely az ókori város leleteit mutatja be. A lakosok időről időre tiltakoznak a „Városunk nem nekropolisz” jelmondattal, ami azt jelenti, hogy a holtak helyett törődjenek inkább az élőkkel.

## Hírességei
- Empedoklész ókori görög filozófus, költő, orvos és tudós
- Luigi Pirandello Nobel-díjas író, egy környékbeli falu szülötte
- Leonardo Sciascia író, újságíró, dramaturg és politikus

## Testvérvárosok
- Tampa, Amerikai Egyesült Államok
- Perm, Oroszország
- Valenciennes, Franciaország